# ゲージーノ
ゲージーノ（英: gaugino）とは、ゲージ理論を超対称性理論と組合せて予測されるゲージ粒子の超対称性パートナーであり、フェルミ粒子である。

## 詳細
最小超対称標準模型（minimal supersymmetric standard model, MSSM）では、以下のゲージーノが存在する。
- グルイーノ:グルーオンの超対称性パートナーでカラーチャージを運ぶ。
- ウィーノ:SU(2)L ゲージ場の超対称性パートナー。
- ビーノ:Weak hyperchargeに相当する U(1)Y ゲージ場の超対称性パートナー。

ゲージーノはヒッグス場の自由度の超対称性パートナーであるヒグシーノと混合して、ニュートラリーノ（電荷なし）、チャージーノ（電荷あり）と呼ばれる線形結合（質量固有状態）を作る。多くのモデルで、フォティーノと呼ばれる最も軽いニュートラリーノは安定である。その場合、この粒子はWIMP（weakly interacting massive particles）であり、暗黒物質の候補である。
グラビティーノは標準模型に相当する粒子のないゲージーノであり、未確認の重力子の超対称性パートナーである。